# Makijiwka (obwód ługański)
Makijiwka  (ukr. Макіївка) – wieś na Ukrainie, w obwodzie ługanskim, w rejonie swatowskim. W 2001 liczyła 819 mieszkańców, spośród których 774 posługiwało się językiem ukraińskim, 44 rosyjskim, a 1 węgierskim.